# Hellenistische kunst

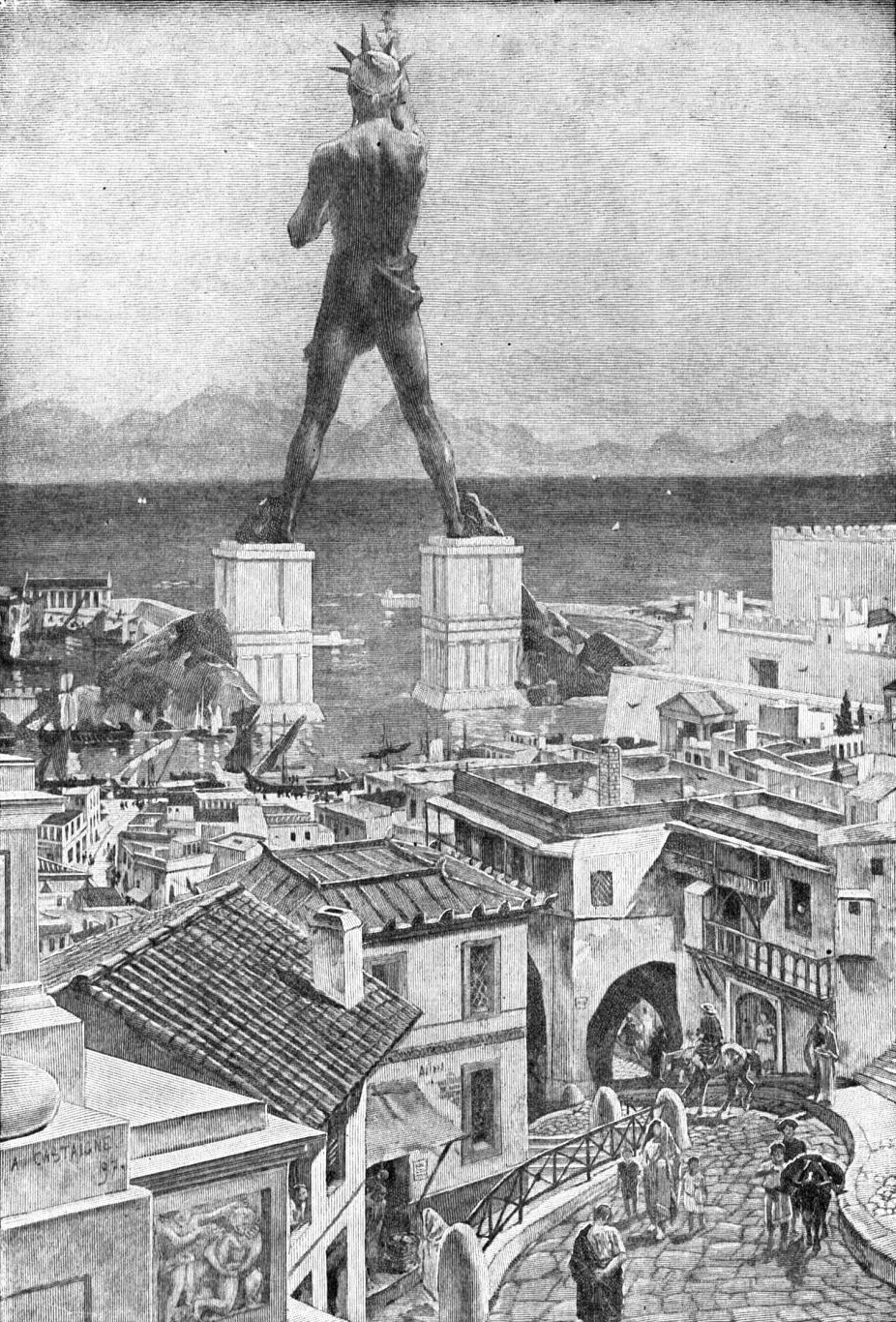
Kolos van Rodos

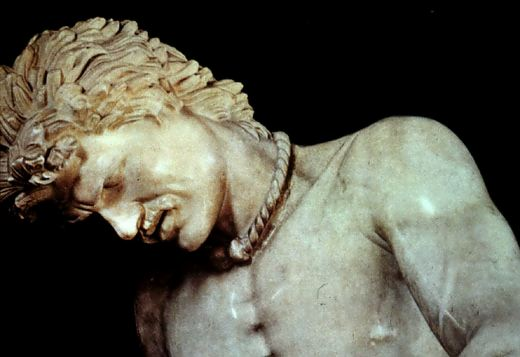
De Stervende Galliër, Pergamonaltaar, Capitoolmuseum, Rome.

De hellenistische kunst was het hoogtepunt van de oud-Griekse kunst. Alle stukken vielen samen in de algemeen Griekse mengcultuur van het hellenisme.

## Aardewerk
Het hellenistisch aardewerk was van mindere kwaliteit dan dat van het oud-Griekse aardewerk uit de klassieke periode, maar werd toch over de hele toenmalige beschaafde wereld geëxporteerd. Dat kwam omdat er graan in werd vervoerd.

## Architectuur
De hellenistische architectuur was een hoogtepunt in de architectuur van de oudheid. Twee van de zeven klassieke wereldwonderen waren er een product van: de Kolos van Rodos en de Pharos van Alexandrië, maar ook de Bibliotheek van Alexandrië was een staaltje van architectonisch vernuft. De Hellenistische architectuur werd gekenmerkt door een grotere vormvrijheid dan de oud-Griekse architectuur, mede door het gebruik van beton.

## Beeldhouwkunst
De hellenistische beeldhouwkunst was even belangrijk. Het kenmerkende hellenistische individualisme kwam hier sterk naar voren. Bekende beelden zoals het vroeg-hellenistische altaar in Pergamon, de laat-hellenistische Laocoöngroep, De Stervende Galliër en de genoemde kolos van Rodos werden in deze periode gemaakt. Dat waren meestal opdrachten op vraag van de dynastieën van de diadochen of de inheemse dynastieën die hen uit sommige delen van de oorspronkelijke hellenistische rijken verdrongen hadden.

## Schilderkunst
De hellenistische schilderkunst werd gekenmerkt, net zoals de beeldhouwkunst, door een grote levendigheid en individualiteit. Er werden schitterende schilderwerken verricht door onder andere Appeles, de hofschilder van Alexander de Grote en Aetion, die Alexanders bruiloft met de Roxane schilderde.
aardewerk · architectuur · beeldhouwkunst · literatuur · muziek · schilderkunst